# Alexandre Lenoir
Marie Alexandre Lenoir (París, 27 de diciembre de 1761 - Ibidem, 11 de junio de 1839) fue un arqueólogo e historiador autodidacta francés. Durante toda su vida se dedicó a salvar los monumentos históricos, las esculturas y las tumbas de Francia de los estragos de la Revolución Francesa, en particular los de Saint-Denis y Sainte-Geneviève.

## Biografía
Los estragos de la Revolución provocaron el nacimiento del Museo de Monumentos Franceses. Gracias al apoyo de Jean Sylvain Bailly, Alexandre Lenoir consiguió que todos los objetos de arte de los bienes estatales se reunieran en este museo. Estos objetos fueron confiscados en diferentes casas religiosas y almacenados en un solo lugar para evitar su dispersión y destrucción.
Por mandato de la Asamblea Nacional Constituyente en 1791, reunió los diversos objetos que pretendía conservar en el Convento de los Pequeños Agustinos, edificio que más tarde se convirtió en la Escuela Nacional Superior de Bellas Artes.
El 1 de agosto de 1793, la Convención Nacional decretó que las tumbas de los "antiguos reyes" debían ser destruidas. Lenoir presenció la destrucción de las tumbas reales y los huesos arrojados a una fosa. Luchó contra el vandalismo revolucionario y logró salvar estatuas y botín que almacenó en el convento de los Pequeños Agustinos.
En 1795, abrió al público el Museo de Monumentos Franceses (fue su administrador durante 30 años).
En octubre de 1796, Lenoir estuvo entre varios artistas que firmaron una petición apoyando los planes para apoderarse de obras de arte de Roma, en respuesta a una petición de los primeros artistas orquestada por Quatremère de Quincy que protestaba contra estos planes.
En 1816, durante la Restauración borbónica, tuvo que devolver la mayoría de sus colecciones a sus antiguos propietarios públicos y privados.
Su esposa, Adélaïde Binart (1771-1832), expuso en los Salones bajo el nombre de Adélaïde Lenoir.
Lenoir murió el 11 de junio de 1839 y está enterrado en el cementerio de Montparnasse.

## Retratos
- De Marie-Geneviève Bouliard, expuesta en el salón de 1796, comprada por el museo Carnavalet en 1899.
- Por Pierre-Maximilien Delafontaine, fechado en 1799, donado por el nieto de Alexandre, Alfred Lenoir, al museo nacional del Palacio de Versalles.
- Por Jacques-Louis David, iniciado en Francia y terminado en 1817 en Bruselas, adquirido en 1921 por el Louvre.

## Galería

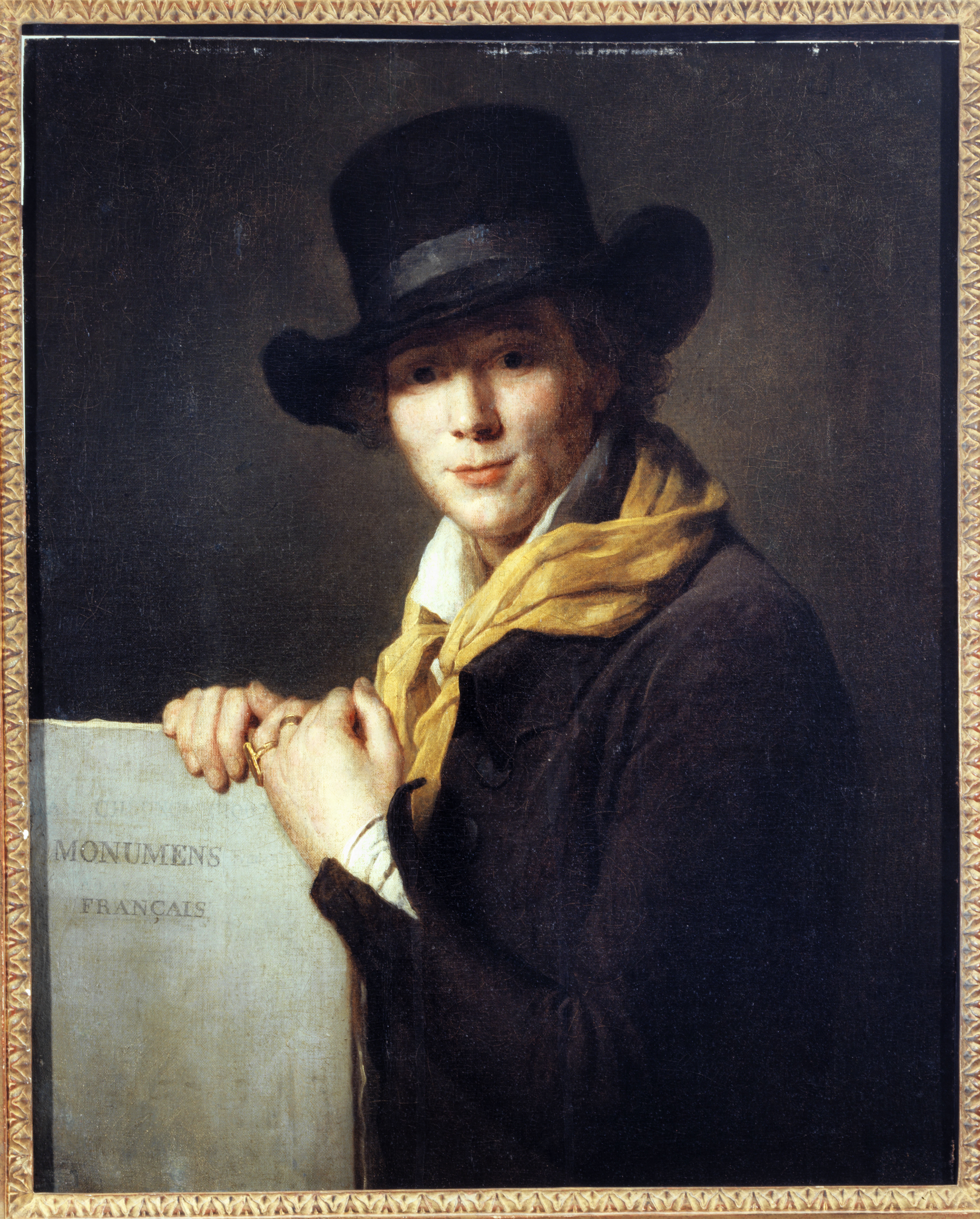
Alexandre Lenoir de Marie-Geneviève Bouliard 1796.
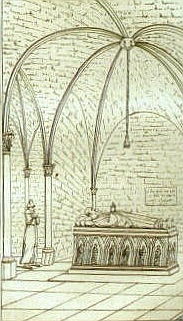
Vista de la tumba de Abelardo en Saint-Marcel, cerca de Chalon-sur-Saône. Grabado según un dibujo de Alexandre Lenoir.
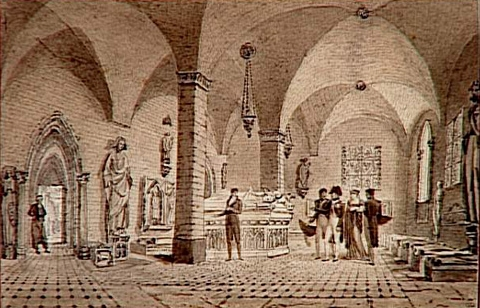
Napoleón I y Josefina visitan el Museo de Monumentos Franceses con Alexandre Lenoir.
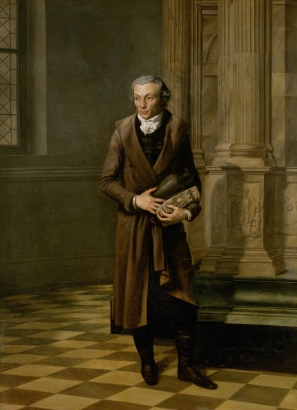
Alexandre Lenoir y Pierre-Maximilien Delafontaine. Alexandre Lenoir sosteniendo la urna que contiene las cenizas de Molière frente a la tumba de Francisco I de Francia expuesta en el Museo.